# تهلو (أيسين)
تهلو (بالفارسية: تهلو) هي قرية تقع في إيران في قسم أيسين الريفي. يقدر عدد سكانها بـ 295 نسمة بحسب إحصاء 2016.